# Nachal Kipodan
Nachal Kipodan (hebrejsky: נחל קפודן) je vádí v severním Izraeli, v Charodském údolí.
Začíná v nadmořské výšce přes 50 metrů na jižních svazích náhorní planiny Ramat Moledet, jež je jižní výspou vysočiny Ramot Jisachar. Vádí směřuje k jihu a sestupuje do zemědělsky využívaného Charodského údolí, respektive do jeho výběžku nazývaného Bik'at ha-Šita, kde míjí ze západu vesnici Bejt ha-Šita a jihozápadně od ní pak zleva ústí do vádí Nachal Charod.